# 飛鳥山トンネル

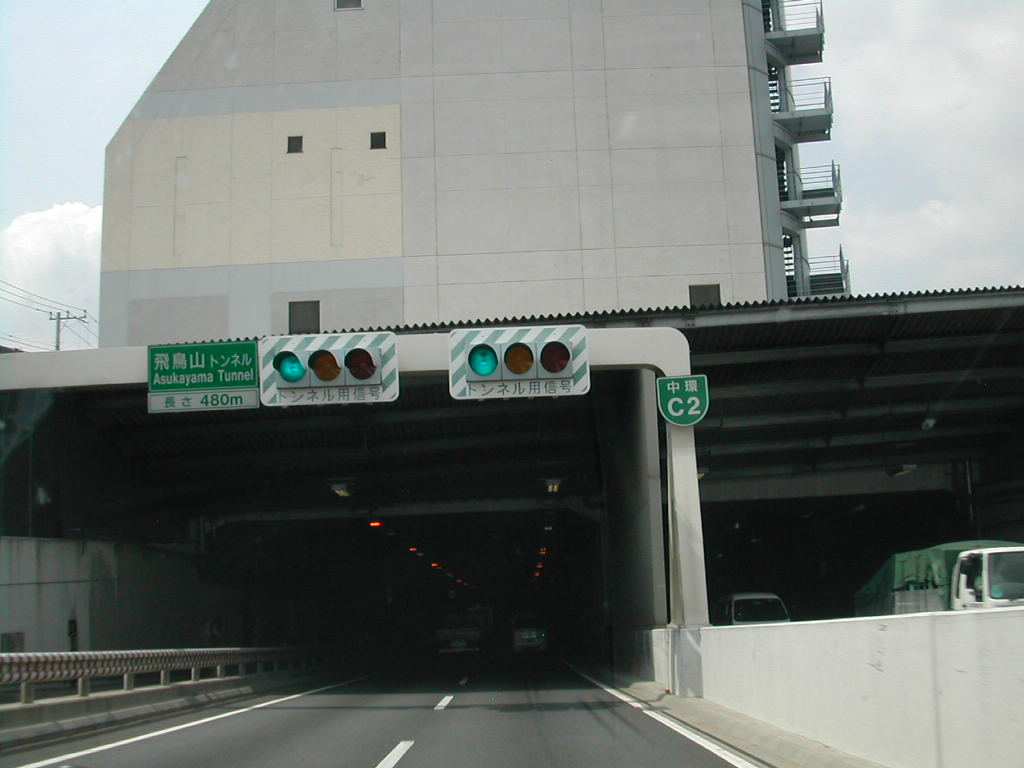
飛鳥山トンネル（江北JCT方面より）

飛鳥山トンネル（あすかやまトンネル）は、東京都北区にある首都高速中央環状線のトンネル。

## 概要
- 全長(内回り) 482 m
- 全長(外回り) 745 m
- 片側2車線

## 歴史
1990年代までの首都高速は放射状路線が都心環状線を介して接続する路線網の構造から、渋滞が慢性化していた。飛鳥山トンネルは、渋滞の軽減を図る目的で計画された中央環状線のうち「中央環状王子線」の名称で建設された5号池袋線と川口線のほぼ中央部にあたる。飛鳥山公園の地下はNATM工法を採用。明治通りと本郷通りが交わる飛鳥山交差点の地下はパイプルーフによる支保工を用いた非開削トンネルとして施工され、頂版部には高流動コンクリートが使用された。
2002年12月25日、板橋JCT - 江北JCT開通とともに供用開始。

## 隣
首都高速中央環状線
(C31)滝野川入口 - 飛鳥山TN - (C33)王子南出入口 - (C34)王子北出入口

## その他
- このトンネルの上には、王子駅や飛鳥山公園、東京都道455号本郷赤羽線がある。
- このトンネルには、トンネル用信号（写真参照）がある。
- 飛鳥山トンネルをNATM工法で建設する際に、中央環状新宿線を見据えて経験を積んだ。